# Olle Widhe
Olle Roland Widhe, född 10 april 1971 i Strängnäs, är en svensk litteraturvetare och professor. 

## Biografi
Widhe blev filosofie licentiat vid Göteborgs universitet 2002 och disputerade för filosofie doktorsexamen 2005 på en avhandling om Willy Kyrklund. Widhes senare forskning har rört sig kring barnlitteratur. Han blev professor i litteraturvetenskap med didaktik 2020.

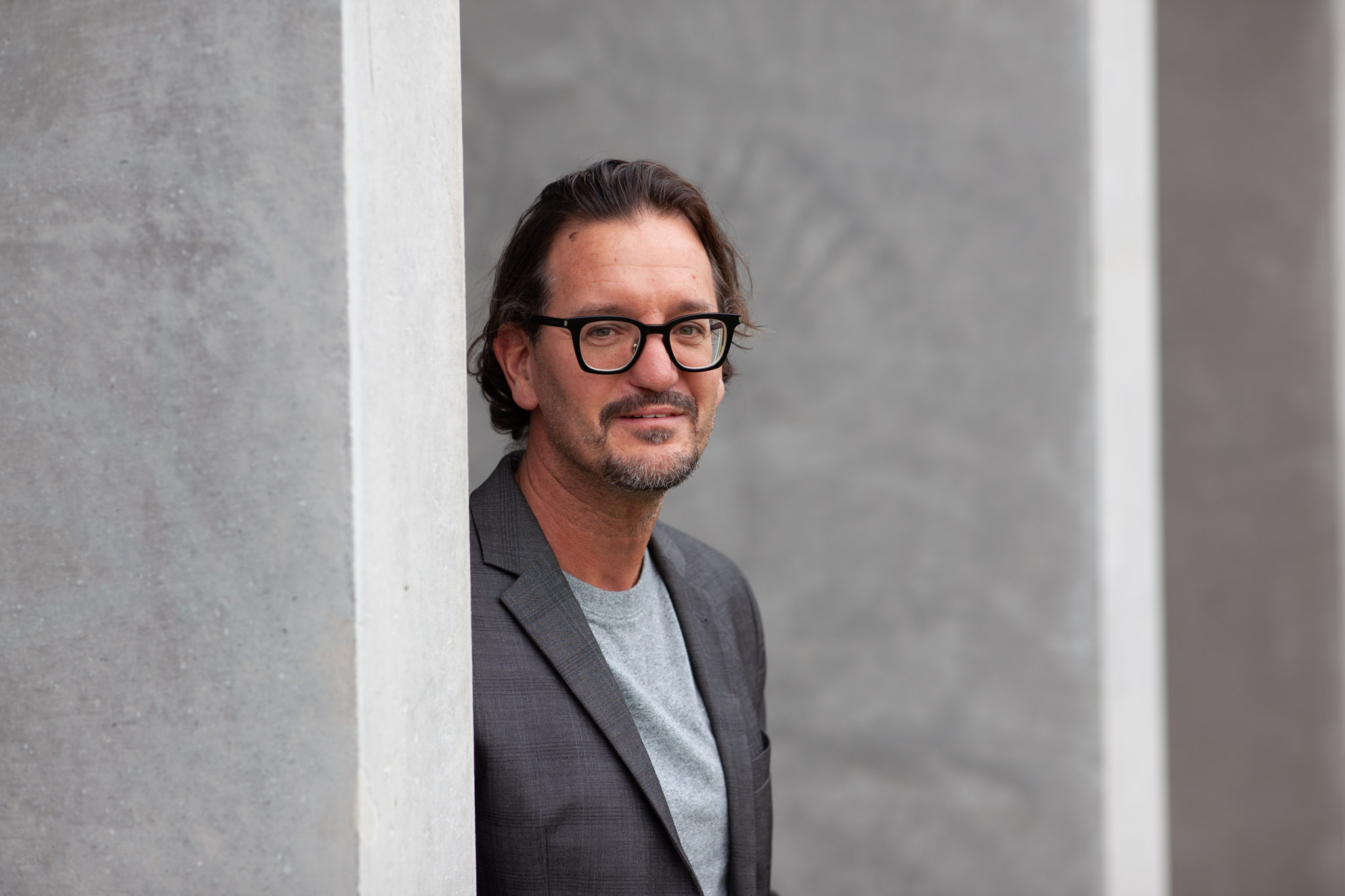